# 曼沾
曼沾，一译曼占，另按缅语译为曼珊，是缅甸掸邦皎梅縣南渡镇区曼珊村组下辖的一个村。此地建有由瑞丽江一级水电站供电的变电站。此地属缅北华人聚居区。

## 教育
该村有曼沾勐稳学校、曼沾勐稳佛经学校和曼沾勐威学校等华文学校。